# Попов, Леонард Александрович
Леонард Александрович Попов — советский хозяйственный, государственный и политический деятель.

## Биография
Родился в 1926 году в Нижнем Новгороде. Член КПСС.
С 1951 года — на хозяйственной, общественной и политической работе. В 1951—1991 гг. — инженер-испытатель на Челябинском тракторном заводе, главный инженер, директор машинно-тракторной станции села Слободское Запрудненского района Московской области, начальник цеха № 15, секретарь парткома на Горьковском авиационном заводе им. С. Орджоникидзе, первый секретарь Московского райкома КПСС города Горького, директор завода № 105 «Лазурь», начальник Горьковского областного статистического управления.
Делегат XXIV съезда КПСС.
Умер в Нижнем Новгороде в 1996 году.